# شعبه الصفا (إب)

تعديل مصدري - تعديل

شعبه الصفا محلة تابعة لقرية الشرنمة، التابعة لعزلة الروس بمديرية إب إحدى مديريات محافظة إب في الجمهورية اليمنية.، بلغ تعداد سكانها 194 حسب تعداد اليمن لعام 2004.